# Per Lyngemark
Per Pedersen Lyngemark (Frederiksberg, 23 de mayo de 1941–2 de abril de 2010) fue un deportista danés que compitió en ciclismo en la modalidad de pista, especialista en la prueba de persecución por equipos.
Participó en los Juegos Olímpicos de México 1968, obteniendo una medalla de oro en la prueba de persecución por equipos (junto con Gunnar Asmussen, Reno Olsen y Mogens Jensen).

## Medallero internacional
| Juegos Olímpicos | Juegos Olímpicos          | Juegos Olímpicos | Juegos Olímpicos        |
| Año              | Lugar                     | Medalla          | Competición             |
| ---------------- | ------------------------- | ---------------- | ----------------------- |
| 1968             | Ciudad de México (México) | Medalla de oro   | Persecución por equipos |